# 鬥蟋蟀

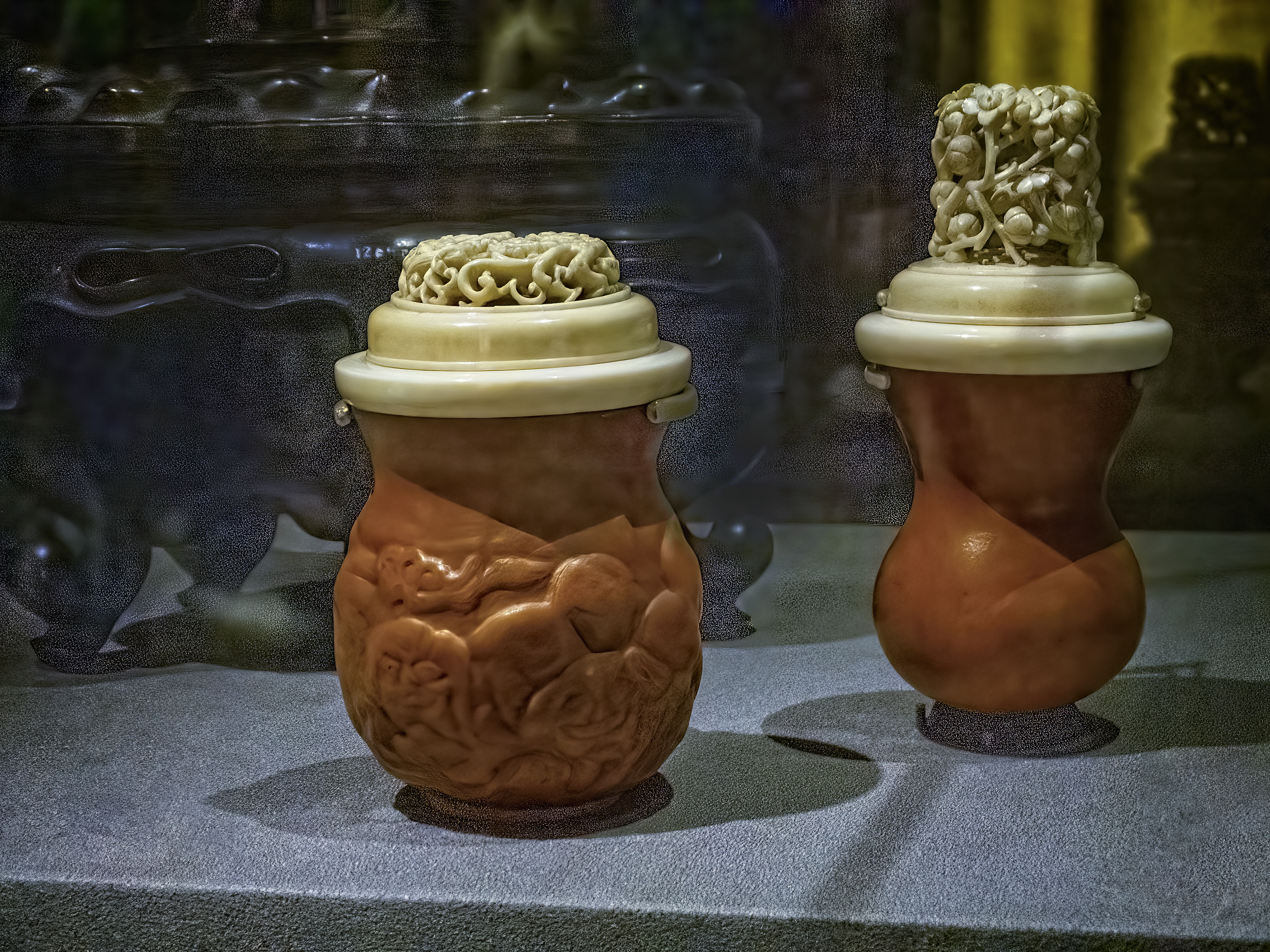
清製蛐蛐壺

鬥蟋蟀指兩隻雄性蟋蟀相鬥，係一項流血運動。

## 歷史
唐朝《開元天寶遺事》記載：「宮中秋興，妃妾輩皆以小金籠貯蟋蟀，置於枕畔，夜聽其聲，庶民之家亦效之」。顧逢《負曝雜錄·禽蟲善鬥》條云：
父老傳：鬥蛩亦始於天寶間。長安富人鏤像牙為籠而畜之。以萬金之資，付之一啄。其來遠矣。”。宋朝宰相賈似道整日和群妾蹲跪在地上鬥蟋蟀，《類書纂要》曰：「賈似道於半閒堂鬥蟋蟀。」更荒唐者賈還帶蟋蟀上朝議政，甚至曾經發生蟋蟀自賈水袖內跳出，最後竟跳黏到皇帝鬍鬚上鬧劇；賈似道還編寫了一本「促織經」，講述自己養蟋蟀和鬥蟋蟀的經驗，《促織三拗》雲：“贏叫輸不叫，一也；雌上雄背，二也；過蜑有力，三也。”，昆蟲學史專家鄒樹文稱：“這個對於蟋蟀交配習性的發現不論其是宋或明，其記述之早均可稱述。”《促織經》也是世界研究蟋蟀的第一部專著。
明朝鬥蟋蟀的風氣最盛，宣宗朱瞻基時家家戶戶皆捕養促織，鬥促織場也比比皆是。沈德符《萬歷野獲編》載：「吳越浪子，有酷此戲，每賭勝負，輒數百金，至有破家者」。呂毖《明朝小史》記清秋吟蟋蟀：「早聞物華兩個黃鸝鳴，宣宗酷愛促織之戲，遣使取之偶之意，又是博物史不記其鬥蟋江南，價貴至數十金。楓橋一糧等等。賈似道華博之有人。」
熊召政的《張居正》第二十九回曾以大量的篇幅描寫當時的盛況，並提到調養之法：「用籬落上斷節蟲，再配上扁擔蟲，一起烘乾研和餵之，再用薑汁濃茶配以銅壺中浸過三日的童便作為飲品，如此調養七日，黑寡婦仍驍勇如初：」。蒲松齡所寫《促織》為宣德皇帝尋蟋蟀，王應奎《柳南續筆》卷一《蟋蟀相公》條稱：「馬士英在弘光朝，為人極似賈積壑，其聲色貨利無一不同。羽書倉皇，猶以鬥蟋蟀為戲，一時目為『蟋蟀相公』。」
中國大陸一些城市有專門的蟋蟀協會，組織鬥蟋大賽。斗蟋蟀这项运动有专门的器皿。
台灣的臺南市新化區豐榮里，當地居民每年都會利用學校放暑假時，舉辦熱鬧的「鬥蟋蟀」大賽。